# Сутавіджайя
Сутавіджайя (д/н — 1601) — засновник і 1-й володар султанату Матарам в 1587—1601 роках. Відомий також як Панембахан Сенопаті.

## Життєпис
Син К'яї Геде Панембахана, яванського військовика. При народженні отримав ім'я Сенопаті. Разом з батьком брав участь у військових кампаніях на боці Джоко Тінгкіра (згодом відомому як Адівіджая) у боротьбі за владу в султанаті Демак. За легендою саме Сенопаті 1568 року вбив Яр'ю Панангсанга, султана Демака. В результаті султанат розпався, в одній з частин якого — Паджангу — став правити Адівіджая. Останній на дяку передав Сенопаті, який на той час став названим сином і зятем Адівіджаї, округ Матарам.
У 1582 році після смерті Адівіджая, Сетопаті вступив у боротьбу за трон у султанаті Паджанг, підтримуючи претендента Пангерана Бенаву. За підтримки Сенопаті останній 1586 року повалив султана Ар'я Пангірі, ставши новим Паджанзьким султаном. 1587 року Сенопаті змусив султана зректися влади на свою користь. Невдовзі центр переносить до Матараму. З цього часу утворюється султанат Матарам. Прийняв ім'я Сутавіджайя. 1588 року призначив намісником Паджангу (важливої області) одного з молодших братів, якого у 1591 році замінив іншим родичем.
У своїй релігійній політиці дотримувався терпимості до місцевих яванських вірувань на основі індуїзму. Водночас допомагав поширювати іслам.
У зовнішній політиці прагнув поширити владу на всю Яву та сусідні невеличкі острови. До 1590 року встановив зверхність над князівствами в Східній Яві. У 1593 році васали Матараму повстали, боротьба з якими тривала до 1595 року. У 1598—1599 роках намагався підкорити раджанапат (князівство) Тубан на півночі Яви, але марно. Але 1599 року підкорив найсхідніше яванське князівство Джапан, поваливши раджу Калі Н'ямату. 1600 року змусив підкоритися князівство Паті-Джувари (північне узбережжя Яви).
Помер у 1601 році. Йому спадкував син Ан'якраваті.